# Abu Bakr al-Baghdadi
Abu Bakr al-Baghdadi, hvis fulde navn er Ibrahim Awwad Ibrahim Ali al-Badri al-Samarrai (arabisk: ابراهيم عواد ابراهيم علي البدري السامرائي, født 28. juli 1971, død 27. oktober 2019), var en selvudnævnt leder af Islamisk Stat og blev omtalt af sine tilhængere som kalif (statoverhoved) af Islamisk Stat, en militant, sunni-islamiske terrorgruppe, der opererede i nuværende Syrien og Irak.
Abu Bakr al-Baghdadi menes at være født nær Samarra, Irak i 1971. Som sunnimuslim har han gennem sin voksne alder angiveligt opnået en magister- og ph.d.-grad i islamiske studier på Universitetet for Islamstudier i Baghdad-forstaden Adhamiyah. Rapporter tyder på, at han var islamisk gejstlig i en moské omkring tidspunktet for invasionen af Irak i 2003.
Han døde efter at have udløst sin selvmordsvest under et amerikansk angreb.

## Baggrund
Han var leder af terrororganisationen den Islamisk Stat (IS eller Daesh). Baghdadi skal være blevet født i 1971 i byen Samarra, som ligger nord for den irakiske hovedstad Bagdad. Han voksede op som den yngste dreng i en brødreflok på tre. I 1980 udbrød der krig mellem Iran og Irak, der varede frem til 1988 og skal have præget slutningen af barndommen for Baghdadi. I 1989 flyttede han sammen med familien fra Samarra til Bagdhad. Her meldte han sig angiveligt ind i en afdeling af det Det muslimske broderskab i midten 1990'erne, som han meldte sig ud af i 2000, da han betragtede den som for lidt handlingskraftig.

## Islamiske Studier
I 1998 skal Bagdhadi være påbegyndt studier ved Saddam-universitet for islamiske studier i Bagdad. Her skal han have fuldført en bachelorgrad og senere mastergrad. I 2006 skal han have fuldført en doktorgrad med tema tajwid, som omhandler de regler som gælder ved højtlæsning af Koranen. Under sine studier skal Baghdadi have finpudset sin udtale og offentlige fremføring.

## Fodboldinteresse
I lighed med flere andre kendte jihadister som Osama bin Laden og Abu Mohammed al-Golani (lederen af Nusrafronten) skal Baghdadi have været meget fodboldinteresseret. I begyndelsen af 2000-årene skal han have stiftet et fodboldhold for medlemmerne af moskeen, han frekventerede, med sig selv som kaptajn.

## Jihadistisk karriere
I 2003 begyndte Baghdadi sin jihadistiske karriere med et kortvarigt engagement i en lille milits som hed Ahl al-Sunnah wa al-Jamaah. Militsen blev oprettet som en direkte konsekvens af den amerikanske okkupation af Irak i april 2003. Baghdadis rolle i organisationen var at være øverste leder for dens shariaråd. I januar 2004 blev Baghdadi arresteret af amerikanske soldater uden for Fallujah. Han blev placeret i det amerikanske militærfængsel "Camp Bucca", hvor han blev siddende frem til 6. december 2006. Bag Camp Buccas mure skal Baghdadi have knyttet kontakt med flere andre prominente jihadister, blandt dem Abu Muhammed al-Adnani, som skulle blive den profilerede talsmand for ISIL og Abu Abdulrahman al-Bilawi, som er medlem af ISILs shuraråd. I fængslet fik Baghdadi rollen med at lede fredagsbønnen. Han blev også brugt af de amerikanske fængselsmyndigheder til at mægle i konflikter mellem andre indsatte. Før sin løsladelse i 2006 blev Baghdadi vurderet af de amerikanske militærmyndigheder til at udgøre en lav sikkerhedsrisiko.
Efter sin løsladelse fra Camp Bucca i 2006 var Baghdadi med til at starte en ny ekstremistgruppe, som fik navnet Jaish Ahl al-Sunnah. I denne gruppe fungerede Baghdadi som lederen af shariakomiteen. Efter Abu Musab al-Zarqawis død i 2006 kom Baghdadis gruppe med i konglomeratet af oprørsgrupper i Irak, som var organiserede under Majilis Shura-rådet, organisationen, som senere samme år blev til ISI (den islamske stat i Irak). Her havde Baghdadi positioner i både shura- og shariarådet. I 2010 blev den daværende leder af ISI, Abu Omar al-Baghdadi, dræbt i et amerikansk luftangreb. Baghdadi blev da udnævnt til emir (leder) for gruppen. I 2013 involverede gruppen sig i borgerkrigen i Syrien og byttede da navn til ISIL, før den erklærede sit kalifat med Baghdadi som kalif den 29. juni 2014.
I marts 2019 blev kalifatet elimineret af amerikanske styrker, og den 27. oktober 2019 begik al-Baghdadi selvmord ved at detonere sin bombevest efter at være blevet opsporet af amerikanske styrker. Ifølge Donald Trump pev og klynkede han, da han var trængt op i en krog i en blind tunnel og tog tre børn med sig i døden. Pentagon var senere ude at sige, at det handlede om to børn i stedet for tre.